# 哈罗德·莱恩
哈罗德·莱恩（英語：Harold Lane，1895年3月13日—1972年6月24日），英国前男子赛艇运动员。他曾代表英国参加1928年夏季奥林匹克运动会赛艇比赛，获得男子八人单桨有舵手银牌。